# Marcy Borders
Marcy Borders (Bayonne, 12 de agosto de 1973 - Nueva Jersey, 24 de agosto de 2015) fue una trabajadora de banco, que trabajaba en el World Trade Center y sobrevivió al colapso de las torres, después de los ataques del 11 de septiembre de 2001. Stan Honda, fotógrafo de la Agence France-Presse, fotografió a Borders, completamente cubierta de polvo como consecuencia del colapso de los edificios, fotografía que poco después fue descrita como icónica. La imagen se convirtió rápidamente muy conocida y fue ampliamente distribuida, tanto, que Borders fue conocida como la dama de polvo.

## Impacto personal
Residente de Bayonne, Nueva Jersey, Borders llevaba trabajando en el World Trade Center cuatro semanas en el momento de los ataques. Borders nunca se recuperó del trauma de los ataques. Le causaron una depresión que le hizo separarse de su pareja, perder la custodia de sus hijos y varias adicciones. 
Borders dijo que un evento clave en su recuperación y la vuelta a la sobriedad fue conocer la muerte de Osama Bin Laden.
Borders conservó la ropa que llevaba en la foto, sin limpiar el polvo.

## Impacto cultural
La imagen que Honda realizó de Borders se convirtió en icónica; fue recordada en varios artículos retrospectivos del 11-S. The Daily Telegraph la eligió como una de las supervivientes entrevistadas durante el décimo aniversario de los atentados. Borders fue invitada a pasar el décimo aniversario del 11-S en un evento de recuerdo en Alemania.

## Diagnóstico de cáncer y muerte
Borders fue diagnosticada de cáncer de estómago en agosto de 2014.
El cáncer de Borders ya le había cargado con una deuda de 190.000 dólares, a pesar de que no había recibido la cirugía todavía y necesitaba quimioterapia adicional.
Borders murió de cáncer el 24 de agosto de 2015. Creía que su cáncer había sido causado por el polvo tóxico al que estuvo expuesta tras el derrumbe de las torres gemelas. Su muerte fue ampliamente destacada en varios medios de comunicación.

## En la ficción
Borders y Sharbat Gula son los dos personajes principales del libro de Pamela Booker de 2009: Polvo: murmullos y una obra de teatro. Tanto Borders y Gula fueron conocidas por el público a través de icónicas fotografías. Booker dedicó su obra a Borders y a Gula.